# Euphlyctis
Euphlyctis – rodzaj płazów bezogonowych z podrodziny Dicroglossinae w obrębie rodziny Dicroglossidae.

## Rozmieszczenie geograficzne
Rodzaj obejmuje gatunki występujące na południowo-zachodnim Półwyspie Arabskim; od Pakistanu i Indii do Afganistanu, Nepalu, przez Mjanmę do Tajlandii i w Sri Lance.

## Systematyka
Rodzaj zdefiniował w 1843 roku austriacki zoolog Leopold Fitzinger w publikacji własnego autorstwa zatytułowanej Systematyka gadów. Część pierwsza, Amblyglossae. Gatunkiem typowym jest (oryginalne oznaczenie) żaba kumakowata (E. cyanophlyctis)

### Etymologia
- Euphlyctis: gr. ευ eu ‘dobry, ładny, typowy’[4]; φλυκτις phluktis, φλυκτιδος phluktidos ‘czyrak, wrzód’[5].
- Dicroglossus: gr. δικρoος dikroοs ‘rozszczepiony, rozwidlony’[6]; γλωσσα glōssa ‘język’[7] . Gatunek typowy: Dicroglossus adolfi Günther, 1860 (= Rana cyanophlyetis Schneider, 1799).

### Podział systematyczny
Do rodzaju należą następujące gatunki:
- Euphlyctis adolfi (Günther, 1860)
- Euphlyctis cyanophlyctis (Schneider, 1799) – żaba kumakowata[8]
- Euphlyctis ehrenbergii (Peters, 1863)
- Euphlyctis jaladhara Dinesh, Channakeshavamurthy, Deepak, Shabnam, Ghosh & Deuti, 2022